# Ablaberoides aeneus
Ablaberoides aeneus är en skalbaggsart som beskrevs av Blanchard 1850. Ablaberoides aeneus ingår i släktet Ablaberoides och familjen Melolonthidae. Inga underarter finns listade i Catalogue of Life.